# Ла-Капель-Бонанс
Ла-Капе́ль-Бона́нс (фр. La Capelle-Bonance, окс. La Capèla Bonança) — коммуна во Франции, находится в регионе Окситания. Департамент — Аверон. Входит в состав кантона Кампаньяк. Округ коммуны — Мийо.
Код INSEE коммуны — 12055.
Коммуна расположена приблизительно в 500 км к югу от Парижа, в 160 км северо-восточнее Тулузы, в 37 км к востоку от Родеза.

## Население
Население коммуны на 2008 год составляло 89 человек.
| 1962 | 1968 | 1975 | 1982 | 1990 | 1999 | 2008 |
| ---- | ---- | ---- | ---- | ---- | ---- | ---- |
| 217  | 202  | 143  | 139  | 129  | 95   | 89   |

## Экономика
В 2007 году среди 57 человек в трудоспособном возрасте (15—64 лет) 46 были экономически активными, 11 — неактивными (показатель активности — 80,7 %, в 1999 году было 75,5 %). Из 46 активных работали 43 человека (24 мужчины и 19 женщин), безработных было 3 (1 мужчина и 2 женщины). Среди 11 неактивных 0 человек были учениками или студентами, 7 — пенсионерами, 4 были неактивными по другим причинам.